# Mariac
Mariac je francouzská obec v departementu Ardèche v regionu Auvergne-Rhône-Alpes. V roce 2013 zde žilo 628 obyvatel.

## Poloha obce
Sousední obce jsou: Accons, Arcens, Dornas, Saint-Andéol-de-Fourchades a Saint-Martin-de-Valamas.

## Vývoj počtu obyvatel
Počet obyvatel